# يان فاسهاوزن
يان فاسهازن (بالألمانية: Jan Washausen)‏ (12 أكتوبر 1988 بغوتينغن في ألمانيا - ) هو لاعب كرة قدم ألماني في مركز الدفاع. لعب مع آينتراخت براونشفايغ وكيكرز أوفنباخ وEintracht Braunschweig II ‏ ونادي إلفرسبيرغ.

## روابط خارجية
- يان فاسهاوسين على موقع قاعدة بيانات كرة القدم.إي يو (الإنجليزية)
- يان فاسهاوسين على موقع بيانات كرة القدم. دي إي (الألمانية)
- يان فاسهاوسين على موقع Soccerway.com (الإنجليزية)
- يان فاسهاوسين على موقع عالم كرة القدم.نت (الإنجليزية)
- يان فاسهاوسين على موقع AS.com (الإسبانية)